# Olympische Sommerspiele 2004/Teilnehmer (Irland)
| Gelbes Symbol für Goldmedaillen mit stilisierten Olympischen Ringen | Graues Symbol für Silbermedaillen mit stilisierten Olympischen Ringen | Braundes Symbol für Bronzemedaillen mit stilisierten Olympischen Ringen |
| ------------------------------------------------------------------- | --------------------------------------------------------------------- | ----------------------------------------------------------------------- |
| —                                                                   | —                                                                     | —                                                                       |

Irland nahm an den Olympischen Sommerspielen 2004 in der griechischen Hauptstadt Athen mit 46 Sportlern, 14 Frauen und 32 Männern, teil.
Seit 1924 war es die 18. Teilnahme Irlands bei Olympischen Sommerspielen.

## Flaggenträger
Der Reiter Niall Griffin trug die Flagge Irlands während der Eröffnungsfeier im Olympiastadion.

## Teilnehmer nach Sportarten

### Boxen
- Andy Lee
Mittelgewicht: 9. Platz

### Kanu
- Eoin Rheinisch
Kanuslalom, Einer-Kajak: 21. Platz

- Eadaoin Ní Challarain
Frauen, Kanuslalom, Einer-Kajak: 11. Platz

### Leichtathletik
- Paul Brizzel
200 Meter: Vorläufe

- Mark Carroll
1500 Meter: Vorläufe

- Alistair Cragg
5000 Meter: 12. Platz

- Robert Heffernan
20 Kilometer Gehen: im Laufe des Wettbewerbs disqualifiziert

- James Nolan
1500 Meter: Halbfinale

- Adrian O’Dwyer
Hochsprung: in der Qualifikation ausgeschieden

- Olive Loughnane
Frauen, 20 Kilometer Gehen: DNF

- Maria McCambridge
Frauen, 5000 Meter: Vorläufe

- Marie McMahon-Davenport
Frauen, 10.000 Meter: 14. Platz

- Derval O’Rourke
Frauen, 100 Meter Hürden: Vorläufe

- Sonia O’Sullivan
Frauen, 5000 Meter: 14. Platz

### Radsport
- Ciarán Power
Straßenrennen: 13. Platz

- Mark Scanlon
Straßenrennen: DNF

- Robin Seymour
Mountainbike, Cross Country: 30. Platz

- Jenny McCauley
Frauen, Mountainbike, Cross Country: 21. Platz

### Reiten
- Kevin Babington
Springreiten, Einzel: 4. Platz
Springreiten, Mannschaft: DNF

- Edmond Gibney
Vielseitigkeit, Einzel: in der Qualifikation ausgeschieden
Vielseitigkeit, Mannschaft: 8. Platz

- Edmond Gibney
Vielseitigkeit, Einzel: 23. Platz
Vielseitigkeit, Mannschaft: 8. Platz

- Sasha Harrison
Vielseitigkeit, Einzel: in der Qualifikation ausgeschieden
Vielseitigkeit, Mannschaft: 8. Platz

- Heike Holstein
Dressur, Einzel: 50. Platz

- Marion Hughes
Springreiten, Einzel: in der Qualifikation ausgeschieden
Springreiten, Mannschaft: DNF

- Jessica Kürten
Springreiten, Einzel: 17. Platz
Springreiten, Mannschaft: DNF

- Mark Kyle
Vielseitigkeit, Einzel: 21. Platz
Vielseitigkeit, Mannschaft: 8. Platz

- Cian O’Connor
Springreiten, Einzel: in der 2. Runde ausgeschieden
Springreiten, Mannschaft: DNF

- Susan Shortt
Vielseitigkeit, Einzel: in der Qualifikation ausgeschieden
Vielseitigkeit, Mannschaft: 8. Platz

### Rudern
- Richard Archibald
Leichtgewichts-Vierer ohne Steuermann: 6. Platz

- Eugene Coakley
Leichtgewichts-Vierer ohne Steuermann: 6. Platz

- Paul Griffin
Leichtgewichts-Vierer ohne Steuermann: 6. Platz

- Sam Lynch
Leichtgewichts-Doppelzweier: 10. Platz

- Niall O’Toole
Leichtgewichts-Vierer ohne Steuermann: 6. Platz

- Gearóid Towey
Leichtgewichts-Doppelzweier: 10. Platz

### Schießen
- Derek Burnett
Trap: 7. Platz

### Schwimmen
- Michael Williamson
200 Meter Brust: 22. Platz

- Emma Robinson
Frauen, 100 Meter Brust: 24. Platz

### Segeln
- Fraser Brown
49er Jolle: 16. Platz

- David Burrows
Finn Dinghy: 12. Platz

- Killian Collins
Star: 17. Platz

- Rory Fitzpatrick
Laser: 30. Platz

- Tom Fitzpatrick
49er Jolle: 16. Platz

- Ross Killian
470er Jolle: 16. Platz

- Marcus Mansfield
Star: 17. Platz

- Gerald Owens
470er Jolle: 16. Platz

- Maria Coleman
Frauen, Europe: 18. Platz